# Büyükkızılca, Tosya
Büyükkızılca là một xã thuộc huyện Tosya, tỉnh Kastamonu, Thổ Nhĩ Kỳ. Dân số thời điểm năm 2008 là 107 người.